# Amt Zülpich-Land
Das Amt Zülpich-Land war ein Amt im Kreis Euskirchen in der preußischen Rheinprovinz und in Nordrhein-Westfalen. Es ging aus der Bürgermeisterei Nemmenich und der Bürgermeisterei Wichterich hervor. Das Gebiet des Amtes gehört heute zur Stadt Zülpich im Kreis Euskirchen.

## Bürgermeistereien Nemmenich und Wichterich
Von 1798 bis 1814 standen alle linksrheinischen Gebiete unter französischer Herrschaft. Während dieser Zeit wurden nach französischem Vorbild die Mairien Nemmenich und Wichterich eingerichtet, die zum Kanton Zülpich im Arrondissement Köln des Rur-Departements gehörten. Nachdem das Rheinland 1814 an Preußen gefallen war, wurden aus den Mairien die preußischen Bürgermeistereien Nemmenich und Wichterich, die 1816 zum neuen Kreis Lechenich kamen, aus dem 1827 der Kreis Euskirchen wurde.
Die Bürgermeisterei Lechenich umfasste nur die Gemeinde Wichterich. Zur Bürgermeisterei Nemmenich gehörten zunächst die vier Landgemeinden Nemmenich, Oberelvenich, Rövenich und Weiler auf der Ebene. Die Gemeinde Bessenich aus der Bürgermeisterei Zülpich kam 1856 noch dazu.

## Amt
Am Ende des Jahres 1927 wurde die Bezeichnung aller rheinischen Landbürgermeistereien in „Amt“ geändert. Die beiden Bürgermeistereien hießen nun Amt Nemmenich bzw. Amt Wichterich. Am 1. November 1934 wurden alle preußischen Einzelgemeindeämter und damit auch das Amt Wichterich aufgehoben; Wichterich wurde dadurch eine amtsfreie Gemeinde.
Das Amt Nemmenich wurde 1948 mit der amtsfreien Gemeinde Wichterich zum Amt Zülpich-Land zusammengeschlossen, das aus sechs Gemeinden bestand:
- Bessenich
- Nemmenich
- Oberelvenich
- Rövenich und
- Weiler in der Ebene
- Wichterich

Das Amt Zülpich-Land wurde am 1. Juli 1969 durch das Gesetz zur Neugliederung des Landkreises Euskirchen aufgelöst. Seine sechs Gemeinden wurden in die Stadt Zülpich eingegliedert.

## Einwohnerentwicklung
| Jahr | Bürgermeisterei Nemmenich | Bürgermeisterei Wichterich | Quelle |
| ---- | ------------------------- | -------------------------- | ------ |
| 1843 | 0805                      | 1065                       | [ 5 ]  |
| 1871 | 1290                      | 1192                       | [ 6 ]  |
| 1885 | 1455                      | 1209                       | [ 7 ]  |
| 1910 | 1657                      | 1196                       | [ 8 ]  |
| 1925 | 1438                      | 1224                       | [ 9 ]  |
| 1939 | 1413                      | 1151                       | [ 10 ] |
|      | Amt Zülpich-Land          |                            |        |
| 1950 | 3480                      | 3480                       | [ 11 ] |
| 1961 | 3421                      | 3421                       | [ 11 ] |